# Pedro Aguado Moreno
Pedro Aguado Moreno (Madrid, España, 12 de mayo de 1972) es un exfutbolista español que se desempeñaba como centrocampista.

## Clubes
| Club             | País   | Año       |
| ---------------- | ------ | --------- |
| Rayo Vallecano   | España | 1993-1994 |
| Córdoba C. F.    | España | 1998-2000 |
| S. D. Compostela | España | 2000-2003 |
| Burgos C. F.     | España | 2003-2004 |
| A. D. Alcorcón   | España | 2004-2006 |